# Hospital Central de Maracaibo
El Hospital Central de Maracaibo (oficialmente Hospital Dr. Urquinaona) es uno de los centros de salud más antiguos de la ciudad de Maracaibo, capital del Estado Zulia al oeste del país sudamericano de Venezuela.
Fue la sede del primer hospital de la ciudad creado como la "Casa de Beneficencia" pero también recibió el nombre de Hospital de Santa Ana, siendo inaugurado el 26 de julio de 1608.
Destaca por su arquitectura colonial, que se mantiene a pesar de numerosas modificaciones y ampliaciones que se realizaron en su interior. Recibe su nombre oficial del doctor Antonio José Urquinaona Bracho un abogado, filántropo y profesor venezolano.